# Federico Chiocarello
Federico Chiocarello (Las Varillas, Córdoba, Argentina, 16 de marzo de 1988) es un futbolista argentino que se desempeña como delantero.  Actualmente juega en Club Atlético Unión de Alicia de Liga de Regional de San Francisco, Córdoba, Argentina. Zona Sur.
Debutó frente a Godoy Cruz de Mendoza en la derrota de su equipo por 0:1.
Actualmente juega en Unión de Alicia, donde disputa los torneos de la liga Regional de San Francisco

## Clubes
| Club                     | País      | Año         |
| ------------------------ | --------- | ----------- |
| Chacarita Juniors        | Argentina | 2009−2011   |
| River Plate Ecuador      | Ecuador   | 2012        |
| Boca Río Gallegos        | Argentina | 2012 - 2013 |
| Club Sarmiento (Córdoba) | Argentina | 2013 - 2014 |
| Club Atlético Alumni     | Argentina | 2014        |
| San Martín (Mendoza)     | Argentina | 2015        |
| Club Atlético San Jorge  | Argentina | 2015 - 2016 |
| Atenas de Rio Cuarto     | Argentina | 2017 -      |